# Tour de Georgia 2006
Die 4. Tour de Georgia fand vom 18. bis 23. April 2006 statt. Das Radrennen wurde in sechs Etappen über eine Distanz von 967,9 Kilometern ausgetragen.

## Etappen
| Etappe    | Tag       | Start – Ziel                 | km         | Etappensieger     | Führender         |
| --------- | --------- | ---------------------------- | ---------- | ----------------- | ----------------- |
| 1. Etappe | 18. April | Augusta – Macon              | 207,4      | Lars Michaelsen   | Lars Michaelsen   |
| 2. Etappe | 19. April | Fayetteville – Rome          | 186,9      | Yaroslav Popovych | Yaroslav Popovych |
| 3. Etappe | 20. April | Chickamauga – Chattanooga    | 39,9 (EZF) | Floyd Landis      | Floyd Landis      |
| 4. Etappe | 21. April | Georgia – Dahlonega          | 191,4      | Fred Rodriguez    | Floyd Landis      |
| 5. Etappe | 22. April | Blairsville – Brasstown Bald | 152,1      | Tom Danielson     | Floyd Landis      |
| 6. Etappe | 23. April | Cumming – Alpharetta         | 190,2      | Juan José Haedo   | Floyd Landis      |

## Teams
| - Discovery Channel Pro Cycling Team - Team CSC - Phonak Hearing Systems - Saunier Duval-Prodir - Quick Step-Innergetic - Davitamon-Lotto - Navigators Insurance - Jelly Belly | - TIAA-CREF - Colavita-Sutter Home - Kodakgallery.com-Sierra Nevada - Toyota-United Pro - Health Net-Maxxis - Jittery Joe's-Zero Gravity - Targettraining |